# 832
832 (DCCCXXXII) je bilo prestopno leto, ki se je po julijanskem koledarju začelo na ponedeljek.

## Dogodki
- Saraceni zavzamejo Sicilijo.
- kalif Al Mamun vdre v Egipt in porazi Arabce.

## Rojstva
- Izak Izraeli ben Solomon, arabski judovski zdravnik in filozof († 932)